# 皇帝官房
皇帝官房（皇帝直属官房、Собственная Его Императорского Величества канцелярия、または、Собственная Е.И.В. канцелярия、His Imperial Majesty's Own Chancellery、または、H.I.M. Own Chancellery）は、帝政ロシアにおける皇帝直属の行政機関。 起源はパーヴェル1世の個人官房から始まる。その後、アレクサンドル1世の寵臣であったアレクセイ・アラクチェーエフ伯によって強大な権力機構に成長する。さらに「ヨーロッパの憲兵」を持って自他ともに任じたニコライ1世によって、大臣会議（内閣に相当）、元老院と同等の権限を有する巨大な行政機関として体裁を整えられていった。1826年以降、皇帝官房に設置された部（otdeleniye、Section）は、以下の通りである。
- 第一部 -　勅令、叙勲の準備、詔書発行の管理、知事及び閣僚との連絡報告、皇帝への陳情、嘆願書、行政管理、賞勲事業を担当。皇帝の国務長官（国務書記）によって運営された。
- 第二部 -　法制、法務広報を担当。初代長官は、ミハイル・スペランスキー。
- 第三部 -　政治犯、検閲、宗教政策、外国人政策、憲兵隊（特別憲兵隊）を担当。ロシア最初の政治秘密警察として知られる。
- 第四部 -　1828年設立。以前はパーヴェル1世の皇后マリア・フョードロヴナの皇太后宮職に相当する機関を改組したもの。女子教育、孤児院、障害者、保健などの慈善事業、厚生行政を担当。
- 第五部 -　1836年設立。サンクトペテルブルク県（グベルニヤ）における国家所有の農奴を担当。
- 第六部 -　1842年設立。カフカス地方の諸民族、開発を担当。

1880年内務大臣ロリス＝メリコフによる改革の一環として皇帝官房は見直しが行われ、対応する省庁へその権限が移管された。1882年には第一部のみが皇帝官房となり皇帝の私的家政機関となった。